# Rose Lodge
Rose Lodge az Amerikai Egyesült Államok északnyugati részén, Oregon állam Lincoln megyéjében elhelyezkedő statisztikai település.
A 2010. évi népszámlálási adatok alapján 1894 lakosa van. Területe 24,8 km², melynek 100%-a szárazföld.
Rose Lodge nevét az 1908-ban Julia Dodson postamester által alapított postahivatal előtti rózsalugasról kapta.
A városon keresztülhalad a 18-as út.

## Népesség

### 2010
A 2010-es népszámláláskor 1894 lakója, 780 háztartása és 521 családja volt. A népsűrűség 68,9 fő/km². A lakóegységek száma 901, sűrűségük 36,3 db/km². A lakosok 90,4%-a fehér, 0,4%-a afroamerikai, 3,6%-a indián, 0,3%-a ázsiai, 1,5%-a egyéb-, 3,8% pedig kettő vagy több etnikumú. A spanyol vagy latino származásúak aránya 5,8% (4,8% mexikói, 0,2% Puerto Ricó-i, 0,1% kubai, 0,7% pedig egyéb spanyol/latino származású).
A háztartások 20%-ában élt 18 évnél fiatalabb. 51,4% házas, 10% egyedülálló nő, 5,4% pedig egyedülálló férfi; 33,2% pedig nem család. 23,5% egyedül élt; 9,6%-uk 65 éves vagy idősebb. Egy háztartásban átlagosan 2,42 személy élt; a családok átlagmérete 2,8 fő.
A medián életkor 49,6 év volt. A lakók 21,1%-a 18 évesnél fiatalabb, 3,5% 18 és 24 év közötti, 21,8%-uk 25 és 44 év közötti, 33,9%-uk 45 és 64 év közötti, 19,7%-uk pedig 65 éves vagy idősebb. A lakosok 51%-a férfi, 49%-uk pedig nő.

### 2000
A 2000-es népszámláláskor 1 708 lakója, 693 háztartása és 475 családja volt. A népsűrűség 68,8 fő/km². A lakóegységek száma 826, sűrűségük 33,3 db/km². A lakosok 92,4%-a fehér, 0,2%-a afroamerikai, 2,8%-a indián, 0,3%-a ázsiai, 1,3%-a egyéb-, 2,9% pedig kettő vagy több etnikumú. A spanyol vagy latino származásúak aránya 3,2% (2,2% mexikói, 0,1% Puerto Ricó-i, 0,9% pedig egyéb spanyol/latino származású).
A háztartások 23,5%-ában élt 18 évnél fiatalabb. 57,6% házas, 7,6% egyedülálló nő; 31,5% pedig nem család. 22,9% egyedül élt; 11,1%-uk 65 éves vagy idősebb. Egy háztartásban átlagosan 2,46 személy élt; a családok átlagmérete 2,85 fő.
A lakók 23,7%-a 18 évnél fiatalabb, 5,3%-a 18 és 24 év közötti, 23,2%-a 25 és 44 év közötti, 29,6%-a 45 és 64 év közötti, 18,7%-a pedig 65 éves vagy idősebb. A medián életkor 44,1 év volt. Minden 100 nőre 97,9 férfi jut; a 18 évnél idősebb nőknél ez az arány 92,9.
A háztartások medián bevétele 39 214 amerikai dollár, ez az érték családoknál $43 250. A férfiak medián keresete $31 759, míg a nőké $19 957. Az egy főre jutó bevétel (PCI) $18 297. A családok 8,9%-a, a teljes népesség 13,5%-a élt létminimum alatt; a 18 év alattiaknál ez a szám 15,2%, a 65 év felettieknél pedig 7,4%.

## Fordítás
Ez a szócikk részben vagy egészben  a   Rose Lodge, Oregon című angol Wikipédia-szócikk ezen változatának fordításán alapul.  Az eredeti cikk szerkesztőit annak laptörténete sorolja fel. Ez a jelzés csupán a megfogalmazás eredetét és a szerzői jogokat jelzi, nem szolgál a cikkben szereplő információk forrásmegjelöléseként.